# Joseph Hodges Choate
Joseph Hodges Choate, le 24 janvier 1832 à Salem (Massachusetts) et mort le 14 mai 1917 à New York, est un avocat et un diplomate américain.

## Biographie
Joseph Hodges Choate naît le 24 janvier 1832 à Salem au Massachusetts. Il est le fils du Dr George Choate, un médecin de renom, et le neveu de Rufus Choate.
Après avoir obtenu son diplôme au Harvard College en 1852 et à la faculté de droit de l'Université de Harvard en 1854, il est d'abord admis au barreau du Massachusetts (1855), puis (1856) au barreau de New York, et entre au cabinet d'avocats Scudder & Carter à New York. Son succès dans sa profession est immédiat et, en 1860, il devient associé junior du cabinet Evarts, Southmayd & Choate, dont l'associé principal est William M. Evarts. Ce cabinet et celui qui lui succède, Evarts, Choate & Beaman, restent pendant de nombreuses années parmi les principaux cabinets d'avocats de New York et du pays, leurs activités étant plus nationales que locales. Au cours de ces années chargées, Joseph Hodges Choate est associé à plusieurs des litiges les plus célèbres de l'histoire du droit américain, notamment les affaires du testament de Tilden, A. T. Stewart et Stanford, les affaires d'interdiction du Kansas, les affaires d'exclusion des Chinois, l'affaire des déclarations électorales de Maynard et le procès de l'impôt sur le revenu. En 1871, il devient membre du "Comité des soixante-dix" à New York, qui contribue à démanteler le "Tweed Ring", et aide ensuite à poursuivre les fonctionnaires inculpés. Lors du nouveau procès du général Fitz John Porter, il obtient l'annulation de la décision de la première cour martiale. C'est peut-être dans le contre-interrogatoire qu'il acquiert sa plus grande réputation. En politique, il s'allie au parti républicain dès son organisation et prend souvent la parole lors des campagnes présidentielles, à commencer par celle de 1856. Il n'occupe aucun de poste politique tout au long de sa vie, bien malgré sa candidature à l'investiture républicaine pour le Sénat contre le sénateur Thomas C. Platt en 1897. En 1894, il est président de la convention constitutionnelle de l'État de New York. Il est nommé, par le président McKinley, ambassadeur en Grande-Bretagne pour succéder à John Hay en 1899, et reste à ce poste jusqu'au printemps 1905. En Angleterre, il  gagne une grande popularité personnelle et fait beaucoup pour favoriser les bonnes relations entre les deux grandes puissances anglophones. Il est l'un des représentants des États-Unis au deuxième congrès de la paix à La Haye en 1907.
Dès le début de la première guerre mondiale, il soutient ardemment la cause des Alliés. Il critique sévèrement l'hésitation du président Wilson à recommander la coopération immédiate de l'Amérique, mais peu avant sa mort, il se rétracte. Il est président du comité du maire de New York chargé de recevoir les commissions britannique et française en 1917.
La tension physique due à ses activités constantes dans ce domaine précipite sa mort, qui a lieu le 14 mai 1917 à New York.

## Publications
Parmi ses derniers ouvrages, citons Abraham Lincoln and Other Addresses in England (1910) et American Addresses (1911).